# 英国戴维斯杯代表队
英国戴维斯杯代表队是英国男子网球队出战戴维斯杯的队伍，由英国草地网球协会负责管理。英国队是戴维斯杯的创始球队之一，他们在首届比赛中以0-3负于另外一支创始球队美国队。英国队一共获得10次戴维斯杯，其中9次是在戴维斯杯的前身国际草地网球挑战赛时期获得的，直到2015年，时隔79年重新获得戴维斯杯冠军。

## 传记
- Feinstein, John. . Random House Publishing Group. 2011. ISBN 978-0307800961.